# أوتو سويكا

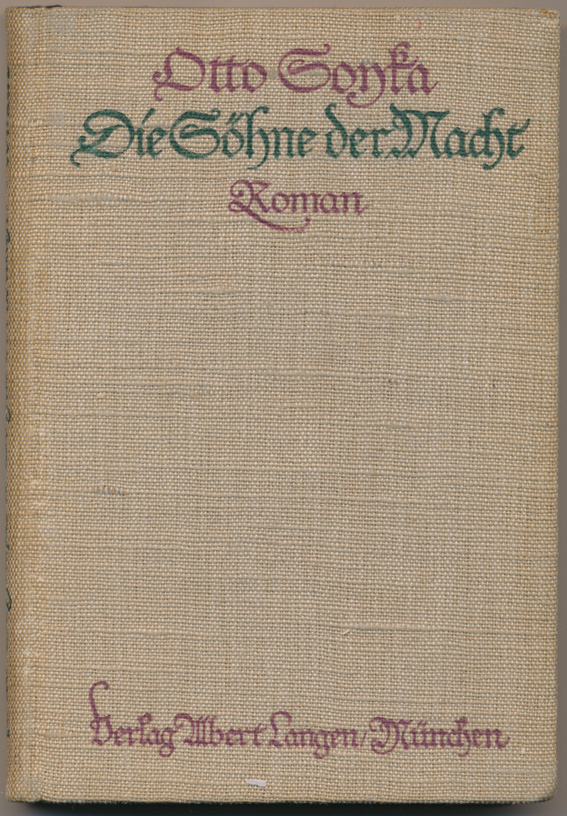
أبناء السلطة، الطبعة الأصلية

أوتو سويْكا Otto Soyka (ولد في 9 مايو 1882 في فيينا – ومات فيها في 2 ديسمبر 1955) هو كاتب روائي وصحفي نمساوي.
درس صناعة الآلات في الجامعة التقنية في فيينا. واشترك في الحرب العالمية الأولى كضابط احتياط. وتزوج في عام 1915 بالممثلة دورا أنجل شقيقة الكاتب والشاعر إرنست أنجل. لكنهما انفصلا عام 1917. وقد لقي تشجيعا في بداياته من الكاتب كارل كراوس واشترك في الكتابة في مجلته «الشعلة» die Fackel.
وكتب أيضا في مجلات أدبية أخرى مثل «العاصفة» و«سيمبليسيسيموس». ويشمل إنتاجه الأدبي روايات وقصص ومسرحيات. وفي رواياته يربط عناصر من أدب الجريمة ومخبري الشرطة مع معارف نفسية وكذلك بعناصر خيالية.
وبعد ضم النمسا على يد هتلر إلى ألمانيا هاجر إلى فرنسا. وعاد في عام 1948 وهناك عاش منسيا وفقيرا ومات بمرض قلبي عام 1955.
من أعماله:
- أبناء السلطة - رواية 1911
- انتقام – مسرحية كوميدية 1911
- سحر المال - مسرحية كوميدية 1912
- سعادة إديت هيلجه - رواية جريمة 1913
- الإنسان المحرر من القيود – رواية 1919
- تحت نير الزمن – رواية 1919
- حدّاد الأرواح – رواية 1921
- بائعو الشرف - رواية 1922